# Gianera
Gianera är en novell av Carl Jonas Love Almqvist. Den ingår i band II av den så kallade imperialoktavupplagan av Törnrosens bok, vilket utkom 1849. Huvudhandlingen är infogad inom törnrosbokens ramfiktion, men för ovanlighetens skull är det inte Richard Furumo som återger den, utan Herr Hugos son Frans. Berättelsen tilldrar sig i Spanien eller Portugal, och handlar en kvinna, Gianera, vars två barn, Parcival och Emandéa välsignas med en tidig död. Berättaren gör en jämförelse med den grekiska legenden om Kleibos och Biton, men menar att det öde han skildrar utmärker sig med att huvudpersonerna omges av ett ”kristet sken”.